# REDIAL
REDIAL (Red Europea de Información y Documentación sobre América Latina) (Europejska Sieć Informacji i Dokumentacji nt. Ameryki Łacińskiej) jest stowarzyszeniem skupiającym ośrodki dokumentacyjne, badawcze i biblioteki europejskie specjalizujące się w tematyce latynoamerykańskiej. Stanowi płaszczyznę wymiany informacji, doświadczeń a także promocji europejskich badań latynoamerykańskich i samej Ameryki Łacińskiej, głównie z zakresu nauk humanistycznych (również o podejściu interdyscyplinarnym). Efektem prac prowadzonych w ramach organizacji jest portal [REDIAL], dzięki któremu można pozyskać dostęp do opisanych poniżej źródeł informacji.

## Bazy danych
W ramach prac REDIAL stworzono następujące bazy danych dostępne poprzez portal:
- Europejskie prace doktorskie o tematyce latynoamerykańskiej;
- Indeks spisów treści czasopism europejskich o tematyce latynoamerykańskiej;
- Biblioteka wirtualna, udostępniająca publikacje on-line;
- Ośrodki badawcze;
- Latynoamerykaniści, zawierającą informacje o europejskich latynoamerykanistach;
- Ośrodki dokumentacyjne;
- Kursy podyplomowe.

## Publikacje
- Blog REDIAL & CEISAL Portal Americanista Europeo, który zawiera bieżącą informację o działalności ośrodków europejskich zajmujących się Ameryką Łacińską.
- Czasopismo naukowe Anuario Americanista Europeo 2003-2014. Wydawane w formie rocznika przez CEISAL – Europejską Radę Badań Społecznych nad Ameryką Łacińską.

## Członkowie
Actualnie (tj. do października 2007) członkami REDIAL są  instytucje z Francji, Hiszpanii, Holandii, Niemiec, Rosji, Szwecji, Wielkiej Brytanii.